# 日本の財政
日本の一般政府歳出（%, 2019年）
日本の一般政府歳入（%, 2019年）
日本の財政（にほんのざいせい、Public Finance of Japan）は、令和4年度一般会計では110兆3千億円で、このうち公債金収入は39兆6千億円（35.9%）である。

## 区分
- 一般政府部門 [3]
  - 中央政府
    - 一般会計
    - 特別会計

  - 地方政府
  - 社会保障基金
    - 厚生保険特別会計
    - 船員保険特別会計
    - 国民年金特別会計 [3]
    - 労働保険特別会計 [3]
    - 国民健康保険事業特別会計 [3]
    - 後期高齢者医療事業特別会計 [3]
- 公的企業
  - 自動車損害賠償保障事業特別会計
  - 財政融資資金特別会計

## 日本国憲法上の財政
- 財政民主主義（日本国憲法第83条）
- 租税法律主義（第84条）
- 国費負担と国の債務負担（第85条）
- 予算の作成と国会の議決（第86条）
  - 内閣は、毎会計年度の予算を作成し、国会に提出して、その審議を受け議決を経なければならない。
- 予備費と国会の事後承諾（第87条）
  1. 予見し難い予算の不足に充てるため、国会の議決に基いて予備費を設け、内閣の責任でこれを支出することができる。
  2. すべて予備費の支出については、内閣は、事後に国会の承諾を得なければならない
- 皇室財産・皇室費用（第88条）
- 公共財産の支出・利用の制限（第89条）
- 決算・会計検査院・収入及び支出に対する事後のコントロール（第90条）
- 内閣の財政状況報告（第91条）

## 財政用語
- 財政法
- 国庫支出金
  - 国が地方公共団体に支出する資金で使途を特定している。使途を特定されない地方交付税と対比される。
  - 名目は、国庫補助金・国庫負担金・国庫委託金。ひも付き補助金ともいわれる。
- 地方譲与税
  - 国税として徴収した特定の税金を、地方公共団体に譲与するもの。
  - 地方揮発油税の全額、道路整備の財源として譲与される。
  - 特別トン税の全額、徴収地の地方公共団体に譲与される。
  - 石油ガス税の半額、道路整備の財源として譲与される。
- 支出負担行為
  - 契約の締結、職員の任命など支出の原因となる行為のことで、戦後設けられた。
- 財政投融資
  - 国の財政資金による投資および融資のこと。
  - 資金源は、資金運用部資金（郵便貯金や厚生年金，国民年金）、産業投資特別会計、簡易保険、等である。
  - 運用先は、対民間投融資、政府事業建設投資、地方公共団体への貸付または地方債の引受等である。

## 地方財政用語
- 実質収支
  - 形式収支から、翌年に繰り越す継続費逓次繰越、繰越明許費繰越等を控除したもの。
- 単年度収支
  - 当該年度における実質収支から前年度の実質収支を引いたもの。
- 一般財源
  - 使途が特定されない財源。地方税、地方譲与税、地方交付税の合計。反対語は特定財源。
- 自主財源
  - 地方公共団体自身で調達した財源。反対語は依存財源。
- 経常収支比率
  - （経常的経費に計上された一般財源）/（経常一般財源+減税補填債+臨時財政対策費）
  - 地方公共団体の財政の弾力性の指標である。
- 公債費比率
  - 公債費充当一般財源/一般財源
  - 公債費負担比率ともいい、公債費による財政負担の指標である。
- 財政力指数
  - 基準財政収入額/基準財政需要額 の過去3年間の平均。